# Heinz Graupner
Heinz Graupner (* 18. Januar 1906 in Leipzig; † 1966 in München) war ein deutscher Mediziner, Biologe und Schriftsteller.

## Ausbildung
Er besuchte das Leipziger Thomasgymnasium und studierte danach Theologie und Medizin. 1930 wurde er an der Leipziger Universität mit einer Arbeit Zur Kenntnis der feineren Anatomie der Bryozoen (Nervensystem, Muskulatur, Stützmembran) promoviert. Danach war Graupner jedoch nicht als Arzt tätig, vielmehr widmete er sich schriftstellerischen und journalistischen Arbeiten. Er veröffentlichte in mehreren Verlagen vorwiegend populärwissenschaftliche Beiträge zu Fragen der Lebensführung und Gesundheitspflege. Graupner stand 1944 in der Gottbegnadeten-Liste des Reichsministeriums für Volksaufklärung und Propaganda.
Für den Bayerischen Rundfunk gestaltete er 1961 und 1962 im Rahmen des Schulfunks Sendungen zur Gesundheitspflege.

## Schriften (Auswahl)
- Elixiere des Lebens. Von Hormonen und Vitaminen. Deutscher Verlag, Berlin 1939
- Der Frauenspiegel. Eine Biologie der Mutter. Deutscher Verlag, Berlin 1940
- Hygiene des Alltags. Von unseren Lebensgewohnheiten. Deutscher Verlag, Berlin 1942
- Das Elternbuch – Ein Schlüssel zur Kinderwelt. R. Piper & Co. Verlag, München 1955
- Das Hausbuch der Gesundheit. Deutsche Buch-Gemeinschaft, Berlin / Darmstadt 1957, 815 Seiten
- Geleitwort zu: Das kleine Buch der Vögel und Nester. Farbige Bilder von Fritz Kredel. Insel Verlag, Leipzig 1935 (= Insel-Bücherei 100/3)
- Geleitwort zu Alfred Brehm: Das deutsche Wild. Insel Verlag, Leipzig 1939 (= Insel-Bücherei 549)